# Rácz István (politikus, 1967)
Rácz István (Salgótarján, 1967. december 31. –) magyar vállalkozó, politikus, országgyűlési képviselő.

## Életpályája

### Iskolái
Általános iskoláját Magyargécen és Nógrádmegyerben végezte el. Középiskolai tanulmányait Salgótarjánban az Ipari Szakmunkásképző Intézetben végezte el; lakatos lett. Ezután elvégezte a vendéglátó-üzletvezetői tanfolyamot, valamint megszerezte az UEFA B edzői diplomát.

### Pályafutása
Az Országos Bányagépgyártó Vállalat salgótarjáni gyárában lakatosként dolgozott. Ezután a Nógrád Megyei Sütőipari Vállalatnál tevékenykedett. Ezt követően bevonult katonának. 1991-ben egyéni vállalkozó lett; építőipari tevékenységet folytatott. 1993-tól a Magyargéci Sportegyesület elnöke. 1998-tól a Micron Bau Bt. ügyvezetője volt. 2002-től a Pityu Band Kft. ügyvezetője.

### Politikai pályafutása
1993 óta a Fidesz tagja. 1994-től a Magyargéci Önkormányzat képviselője. 1998-tól Magyargéc alpolgármestere. 2006 óta a Vállalkozók Pártja Magyargéci Szervezetének elnöke. 2006–2010 között országgyűlési képviselő (Nógrád megye; Fidesz) volt. 2006–2010 között a Foglalkoztatási és munkaügyi bizottság tagja volt.